# Салтынский
Салтынский — хутор в Урюпинском районе Волгоградской области России, административный центр Салтынского сельского поселения. Расположен на правом берегу реки Салтынка в 39 км к северу от города Урюпинска.
Население — 638 (2010)

## История
Дата основания не установлена. Хутор входил в юрт станицы Михайловской Хопёрского округа Земли Войска Донского (с 1870 — Область Войска Донского). В Списки населённых мест Земли Войска Донского по сведениям 1859 года и в Списке населенных мест Области войска Донского по переписи 1873 года значится как хутор Большая Салтынь. В данных переписи 1897 года значится как хутор Салтынский. В 1897 году на хуторе Салтынском проживало 512 мужчин и 512 женщин, из них грамотных мужчин — 117, грамотных женщин — 8. Согласно алфавитному списку населённых мест Области Войска Донского 1915 года на хуторе имелось хуторское правление, церковно-приходская школа, земельный надел хутора составлял 4686 десятин, в нём насчитывалось 165 дворов, в которых проживали: 681 мужчина и 689 женщин.
С 1928 года — центр Салтынского сельсовета Новониколаевского района Хопёрского округа (упразднён в 1930 году) Нижне-Волжского края (с 1934 года — Сталинградского края) С 1935 года — в составе Хопёрского района Сталинградского края (с 1936 года Сталинградской области, с 1954 по 1957 год район входил в состав Балашовской области). В 1959 году в связи с упразднением Хопёрского района хутор Салтынский передан в состав Урюпинского района. В 1972 году хутор Салтынский был объединён с хутором Ершиловка.
После войны был образован совхоз «Салтынский» был создан на базе укрупненного колхоза имени Калинина с присоединением к нему хозяйств хуторов Бугровского, Первомайского и Фирсовского. В 1992 году совхоз «Салтынский» стал акционерным обществом закрытого типа..

## География
Хутор находится в луговой степи, в 150 - 200 км к югу от среднего значения климато- и ветро- разделяющей оси Воейкова, на правом берегу реки Салтынка (напротив хуторов Моховский и Фирсовский), в пределах Хопёрско-Бузулукской равнины, являющейся южным окончанием Окско-Донской низменности. Берега Салтынки заболочены. Центр хутора расположен на высоте около 90 метров над уровнем моря. По берегам Салтынки островки пойменного леса. Почвы — чернозёмы обыкновенные.
Автомобильными дорогами с твёрдым покрытием хутор Салтынский связан с хуторами Бугровский (9 км), Первомайский (12 км) и городом Урюпинск (39 км). По автомобильным дорогам расстояние до областного центра города Волгоград составляет 360 км.
Климат
Климат умеренный континентальный (согласно классификации климатов Кёппена — Dfb). Многолетняя норма осадков — 484 мм. В течение города количество выпадающих атмосферных осадков распределяется относительно равномерно: наибольшее количество осадков выпадает в мае и июне и июле — по 52 мм, наименьшее в марте — 27 мм. Среднегодовая температура положительная и составляет + 6,6 °С, средняя температура самого холодного месяца января −9,3 °С, самого жаркого месяца июля +21,4 °С.
Часовой пояс
Салтынский, как и вся Волгоградская область, находится в часовой зоне МСК (московское время). Смещение применяемого времени относительно UTC составляет +3:00.

## Население
Динамика численности населения по годам:
| 1859 | 1873 | 1897 | 1915 | 1989 | 2002 |
| ---- | ---- | ---- | ---- | ---- | ---- |
| 649  | 577  | 1024 | 1370 | ≈970 | 669  |

| 2010 |
| ---- |
| 638  |